# Acaronia
Acaronia è un genere di pesci di acqua dolce appartenenti alla famiglia Cichlidae ed alla sottofamiglia Cichlasomatinae.

## Distribuzione e habitat
Provengono dai fiumi del Sud America. Vivono in particolare nelle zone poco profonde.

## Descrizione
La specie di dimensioni maggiori è A. nassa, che raggiunge i 15 cm; entrambe hanno una colorazione marrone-grigiastra con macchie nere.

## Tassonomia
In questo genere sono riconosciute soltanto 2 specie:
- Acaronia nassa
- Acaronia vultuosa